# حميد حسني
حميد حسني (باللّغة الفارسيّة: حميدِ حسنی) (ولد في 23 نوفمبر 1968 في سقز، محافظة كردستان، إيران) هو باحث إيراني، ویتركز في تحریر المعاجم الفارسيّة واللّغويات، وأيضاً خبير في العروض (علم الوزن) الفارسية والعربية والكرديّة.
و قد نُشِرَت له 7 كتب وأوراق أكثر من 120 في اللّسان و الادب اللّغة الفارسيّة والعربيّة والكرديّة.
و قد أعطى ثلاث محاضرات دوليّة: محاضرتين باللّغة الإنكليزيّة والفارسيّة في أوسلو، النرويج (سبتمبر 1997، في جامعة أوسلو، و معهد کلودن (Kloden) على ‌التوالي)، ومحاضرة باللّغة الفارسيّة في دوشنبه، طاجيكستان (مارس 2006) في معهد الدّراسات الشرقيّة و التّراث الكتابي للأكاديمية للعلوم.
انّه يعيش في طهران منذ عام 1987، ويعمل في الأكاديمية اللّغة الفارسيّة وآدابها، قسم المصطلحات

## مواضيع مرتبطة
- Hamid Hassani at The Linguist List
- Hamid Hassani at The LinkedIn
- Hamid Hassani at Academia[وصلة مكسورة]
- نسخة محفوظة 21 أكتوبر 2013 على موقع واي باك مشين. (فرهنگِ زَبان‌آموزِ فارسی، مع بِهروز صَفَرزاده)